# 塔韦纳斯沙漠
塔韦纳斯沙漠（西班牙語：Desierto de Tabernas）是西班牙的半干旱沙漠之一，位于西班牙东南部的阿尔梅里亚省内 。并常常被称为“欧洲大陆唯一的沙漠”。由于其较高的海拔高度和内陆位置，与阿尔梅里亚省的沿海地区相比，它的年降雨量略高（每年超过200毫米），并且年平均温度较低。它是一个面积280平方千米（110平方英里）的自然保护区。

## 气候
塔韦纳斯沙漠有多种类型的气候。 从小部分低地的炎热沙漠气候和半干旱气候到大部分沙漠地区的寒冷沙漠气候和半干旱寒冷气候。 塔韦纳斯沙漠位于北边的菲拉布雷斯山脉和东南方的阿尔哈米拉山脉之间，使它与地中海的湿润海风隔离开来，西班牙将东南部降雨少的地区称为Levante。
在塔韦纳斯盆地的最低地区（海拔约400米），年平均温度约为18.0°C。冬季的温度很少会在夜间降到零度以下，而在夏季，平均最高气温可高达51℃。年平均日照时间约为3000小时。

## 地理与生物
极端的气候条件造就了恶劣的地表环境，很少有植被能够在此生长。降雨很少，通常是暴雨，因此由泥灰岩和少量植被覆盖的砂岩组成的地面无法保持水分。 相反，雨水造成了侵蚀，形成了荒地的特色景观。 塔韦纳斯沙漠有稀少的植被，以及雨燕，刺猬，寒鸦，针尾沙鸡，蓝矶鸫，石鸻和凤头百灵等动物。

## 影视作品
荒野大镖客、威尼托回归和西部往事，这三部著名影片的背景都是美国西部大荒野，刻画了经典的西部牛仔交火、眯眼的场面与镜头。但实际上这些欧美经典影片都是在火热的西班牙沙漠——塔韦纳斯沙漠拍摄的。